# Edward W. Naylor
Edward Woodall Naylor (* 9. Februar 1867 in Scarborough; † 7. Mai 1937 in Cambridge) war ein britischer Organist, Komponist und Musikpädagoge.
Naylor war Chorsänger an York Minster unter der Leitung seines Vaters John Naylor. Er studierte Musik am Royal College of Music bei Charles Villiers Stanford und von 1884 bis 1888 Orgel am Emmanuel College in Cambridge bei Frederick Bridge. Er war in London Organist an der St. Michael Church (1889–1896) und an der St. Mary Church (1896–97), danach am Emmanuel College. Daneben unterrichtete er bis 1902 an der The Leys School, dann am Emmanuel College. Von 1926 bis 1932 unterrichtete er Musikgeschichte.
Als ausgewiesener Shakespeare-Kenner und Musikexperte verfasste er Bücher zu beiden Fachgebieten, darunter Shakespeare and Music (1896). Neben zahlreichen kirchenmusikalischen Werken (Magnificat, Nunc dimittas, Requiem Pax dei, Motette Vox dicentis, clama) komponierte er die Oper The Angelus (1909) sowie kammermusikalische Werke. Diese erschienen nie im Druck,  wurden jedoch von dem Fagottisten John Parr aufgezeichnet und überliefert. Auch Naylors Bruder Charles und sein Sohn Bernard wurden als Organisten und Komponisten bekannt, sein Bruder Henry Darnley Naylor war Altertumswissenschaftler.